# 威爾斯沙漠 (亞利桑那州拉巴斯縣)
威爾斯沙漠（英語：Desert Wells）是位於美國亞利桑那州拉巴斯縣的一個非建制地區。該地的面積和人口皆未知。

## 地理
威爾斯沙漠的座標為33°42′30″N 113°49′18″W / 33.70833°N 113.82167°W，而該地的平均海拔高度為345米（即1132英尺）。